# Вітюк Ігор Іванович
І́гор Іва́нович Вітю́к (нар. 29 січня 1988, м. Дунаївці, Хмельницька обл. УРСР) — український волейболіст, догравальник. Виступає за «Покуття» (Снятин). Майстер спорту.

## Життєпис
Волейболом займається з 8 років. Перший тренер — Ігор Бєлаєв.
Виступав за «Азовсталь» («Маркохім», Маріуполь), «Будівельник-Динамо-Буковина» (Чернівці), «Імпексагро Спорт Черкаси», СК «Фаворит» Лубни, «Еффектор» (Кельці), СК «Епіцентр-Подоляни» (Городок).
Перед початком сезону 2018—2019 перейшов до складу угорського клубу «Пензудьор» (Penzügyör). У сезоні 2021—2022 грає у складі ВК «Покуття» зі Снятина.
Був гравцем молодіжної збірної України. Майстер спорту України.

### Досягнення
- володар Кубка України,
- дворазовий срібний призер суперліги Украіни,
- дворазовий бронзовий призер Суперліги України,
- чемпіон України у вищій лізі.